# Salvador Iriarte Montejo
Salvador "Salva" Iriarte Montejo (nascut el 2 d'abril de 1952) és un futbolista basc ja retirat que va jugar com a migcampista, i després va ser entrenador.

## Carrera esportiva
Iriarte va jugar a la Lliga amb la Reial Societat durant diverses temporades després de graduar-se al seu planter i passar un llarg període amb l'equip filial del club, però no va poder establir-se al club. Va ser-ne un jugador poc utilitzat quan La Real va ser campió de Lliga el 1981 i el 1982, i al final d'aquesta darrera temporada es va retirar per ser entrenador, als 30 anys.
La carrera com a entrenador d'Iriarte també va estar íntimament relacionada amb la Reial Societat, exercint d'entrenador ajudant i després encarregant-se de l'equip sènior durant la major part de la temporada 1994-95 i la primera part de la 1995-96 (marxant després d'un inici de lliga feble i un eliminació de la Copa del Rei per part del CD Numància de divisió inferior) entre dos moments dirigint l'equip B a la tercera categoria. També va estar com a assistent d'entrenador de la selecció de Gal·les amb John Toshack, després d'haver treballat amb ell en el mateix paper a la Reial Societat.

## Vida personal
El fill d'Iriarte, Gaizka, també va ser futbolista, que va aparèixer al club de la seva ciutat natal SD Beasain, però mai va arribar al nivell professional.

## Palmarès
- La Liga: 1980–81, 1981–82